# Búkán
Búkán (persky بوکان‎, kurdsky بۆکان) je město v severozápadním Íránu a hlavní město stejnojmenného kraje v provincii Západní Ázerbájdžán. Leží v nadmořské výšce 1370 m jižně od Urmijského jezera v Íránském Kurdistánu. Kurdové tvoří hlavní část obyvatel. Podle sčítání v roce 2006 žilo ve městě 149 000 obyvatel v 31 000 rodinách. V roce 2012 tu žilo asi 176 000 obyvatel.